# Sarah al-Amiri
Sarah bint Yousef al-Amiri (in arabo: سارة بنت يوسف الأميري; Emirati Arabi Uniti, 1987) è una politica, ingegnere aerospaziale emiratina, presidente del Consiglio degli scienziati degli Emirati Arabi Uniti e vicedirettore del progetto della missione Emirates su Marte. È Ministro di Stato per le tecnologie avanzate nel Gabinetto degli Emirati Arabi Uniti e presiede l'Agenzia spaziale degli Emirati Arabi Uniti..

## Biografia
Al-Amiri è nata nel 1987 negli Emirati Arabi Uniti,  ha studiato ingegneria informatica presso l'American University of Sharjah, conseguendo una laurea e un master. È sempre stata interessata all'ingegneria aerospaziale, ma è cresciuta in un momento in cui gli Emirati Arabi Uniti non avevano un programma spaziale.
Al-Amiri ha iniziato la carriera presso l'Emirates Institution for Advanced Science and Technology, dove ha lavorato a DubaiSat-1 e DubaiSat-2, i primi satelliti degli Emirati. È entrata a far parte del Ministero dei cambiamenti climatici e dell'ambiente degli Emirati Arabi Uniti prima di assumere un ruolo di alto livello presso il Dubai World Trade Center. Nel 2016 è stata nominata capo dell'Emirates Science Council.
È quindi diventata la responsabile scientifica per la missione Emirates su Marte, Hope (in arabo Amal che vuol dire appunto "speranza"). La missione è associata con l'Università del Colorado Boulder, l'Università della California - Berkeley e l'Arizona State University. Ha parlato al salone TED xDubai della missione Hope Mars.
La missione è stata lanciata nel luglio 2020 dallo spazioporto di Tanegashima, in Giappone, con destinazione Marte nel febbraio 2021 in coincidenza con il 50º anniversario degli Emirati Arabi Uniti. È stata, su invito, uno dei relatori al Forum economico mondiale 2016. Secondo i dati del ministero della Ricerca degli Emirati, il personale femminile impiegato nella missione è del 34 per cento, una cifra molto alta in un Paese in cui le donne che lavorano sono solo il 28 per cento.
Nell'ottobre 2017 Amiri è stata nominata Ministro di Stato per le scienze avanzate nel Gabinetto degli Emirati Arabi Uniti. Nel tentativo di aumentare la collaborazione scientifica globale, Al Amiri ha visitato le istituzioni scientifiche statunitensi nel novembre 2017.  Ha partecipato al Foo Camp 2018.